# پالیسادس تارتان
پالیسادس تارتان (انگلیسی: Palisades Tartan) یک شرکت توزیع‌کننده فیلم با دفتر مرکزی در بریتانیا و ایالات متحده است. این توسط گروه رسانه ای پالیسادس پس از فروپاشی تارتان فیلم در تابستان ۲۰۰۸ تأسیس شد. هدف اصلی پالیسادس تارتان به دست آوردن و توزیع فیلم‌ها از کتابخانه فیلم‌های تارتان است تا اطمینان حاصل شود که عناوین در دسترس بینندگان باقی می‌مانند.